# 黒田直方
黒田 直方（くろだ なおかた）は、上総久留里藩の第5代藩主。久留里藩黒田家6代。
安永7年（1778年）8月28日、第2代藩主・黒田直亨の妾腹の三男として江戸下谷邸で生まれる。
享和元年（1801年）、甥の第4代藩主・直温が嗣子なくして死去したため、その養子として家督を継いだ。
12月に従五位下、豊前守に叙位・任官する。初名は直服（なおこと）であったが、文化2年（1805年）8月28日に直方と改名する。
文化8年（1811年）に嫡男の直明が早世し、次男（庶子）の直静も幼少であったため、文化9年（1812年）9月13日、養子の直侯（酒井忠徳の子）に家督を譲って隠居した。11月には左兵衛佐に任官する。
文化10年（1813年）11月、剃髪して左兵衛入道と号した。
天保3年（1832年）4月17日に死去した。享年55。

## 系譜
父母
- 黒田直亨（実父）
- 黒田直温（養父）

正室、継室
- 久子、慧光院 ー 牧野宣成の娘（正室）
- 悦子 ー 京極高備の娘（継室）

子女
- 黒田直明（長男）
- 美恵
- 黒田直静（次男）
- 玄之助
- 黒田直剛
- 曲淵直端
- クマ ー 板倉勝職継々室のち鍋島直孝正室
- 知久頼匡室
- 三井孫十郎室
- 黒田直古（七男）
- 神田直生
- 新庄茂之丞の養女
- 高山平左衛門の養女

養子
- 黒田直侯 ー 酒井忠徳の三男